# Meijin – mistrz go
Meijin – mistrz go (jap. 名人 meijin; wielki mistrz go lub shōgi w Japonii) –  powieść noblisty Yasunariego Kawabaty, wydana w 1951 r. w odcinkach w magazynie literackim Shinchō, a następnie w 1954 r. w formie książkowej. Tematyka powieści porusza zagadnienia związane z grą go.

## Treść
Meijin jest półfikcyjną relacją z ostatniej gry, będącego w podeszłym wieku, mistrza go Shūsai Hon’inbō, którą rozegrał w 1938 r. przeciwko Minoru Kitani, który był wówczas graczem młodego pokolenia. Gra trwała z przerwami około sześć miesięcy. Kawabata opisał również otoczkę wokół gry, w tym zachowanie graczy. Zwracał przy tym szczególną uwagę na zmiany kulturowe, które zachodziły wówczas w Japonii i na walkę „starego” z „nowym”.